# Xiphosomella gomesi
Xiphosomella gomesi är en stekelart som beskrevs av Costa Lima 1954. Xiphosomella gomesi ingår i släktet Xiphosomella och familjen brokparasitsteklar. Inga underarter finns listade i Catalogue of Life.